# جيل الهوية
جيل الهوية (بالإنجليزية: Génération identitaire)‏ هي حركة سياسية يمينية متطرفة تأسست عام 2012، وتنشط بشكل رئيسي في فرنسا. توصف الحركة أيضًا بأنها قومية بيضاء  وفاشية جديدة ومعادية للإسلام.
أدانت المحاكم الحركة عدة مرّات، بسبب أعمال عنصرية وتحريض على الكراهية.
راج اسم الحركة بعد اعتداء أفرادها على مسجد في بواتييه، سنة 2012، وذلك بعدما احتل نحو 70 شخصا ورشة بناء المسجد. 

## تاريخ
برزت الحركة في 20 أكتوبر 2012، عندما نشر المسلحون لافتات معادية للهجرة والإسلام، في موقع المسجد الكبير في بواتييه.
تحافظ حركة جيل الهوية على روابط أيديولوجية مع الجبهة الوطنية (أعيدت تسميتها بالتجمع الوطني في يونيو 2018). على الرغم من عدم وجود روابط مباشرة بين الحركتين، إلا أن مواضيع العمليات الإعلامية متقاربة في بعض الأحيان، كما ينشط بعض أعضاء جيل الهوية داخل الجبهة الوطنية.